# Исповедь маски
«Исповедь маски» (яп. 仮面の告白 Камэн но кокухаку) — второй роман японского писателя Юкио Мисимы, опубликованный в 1949 году в издательстве «Кавадэ сёбо». Наряду с произведением «Золотой храм» (1956) считается вершиной творчества писателя. После публикации романа 24-летний Мисима обрёл литературную известность. Его содержание вызвало неоднозначную реакцию японских читателей: с одной стороны, текст изобилует довольно откровенными и порой эпатирующими описаниями внутреннего мира главного героя, с другой стороны, автор мастерски владеет словом. Из-за схожести сюжета с биографией самого Мисимы роман принято считать полуавтобиографическим.
На русском языке «Исповедь маски» впервые вышла в 1994 году в переводе Григория Чхартишвили.

## Сюжет

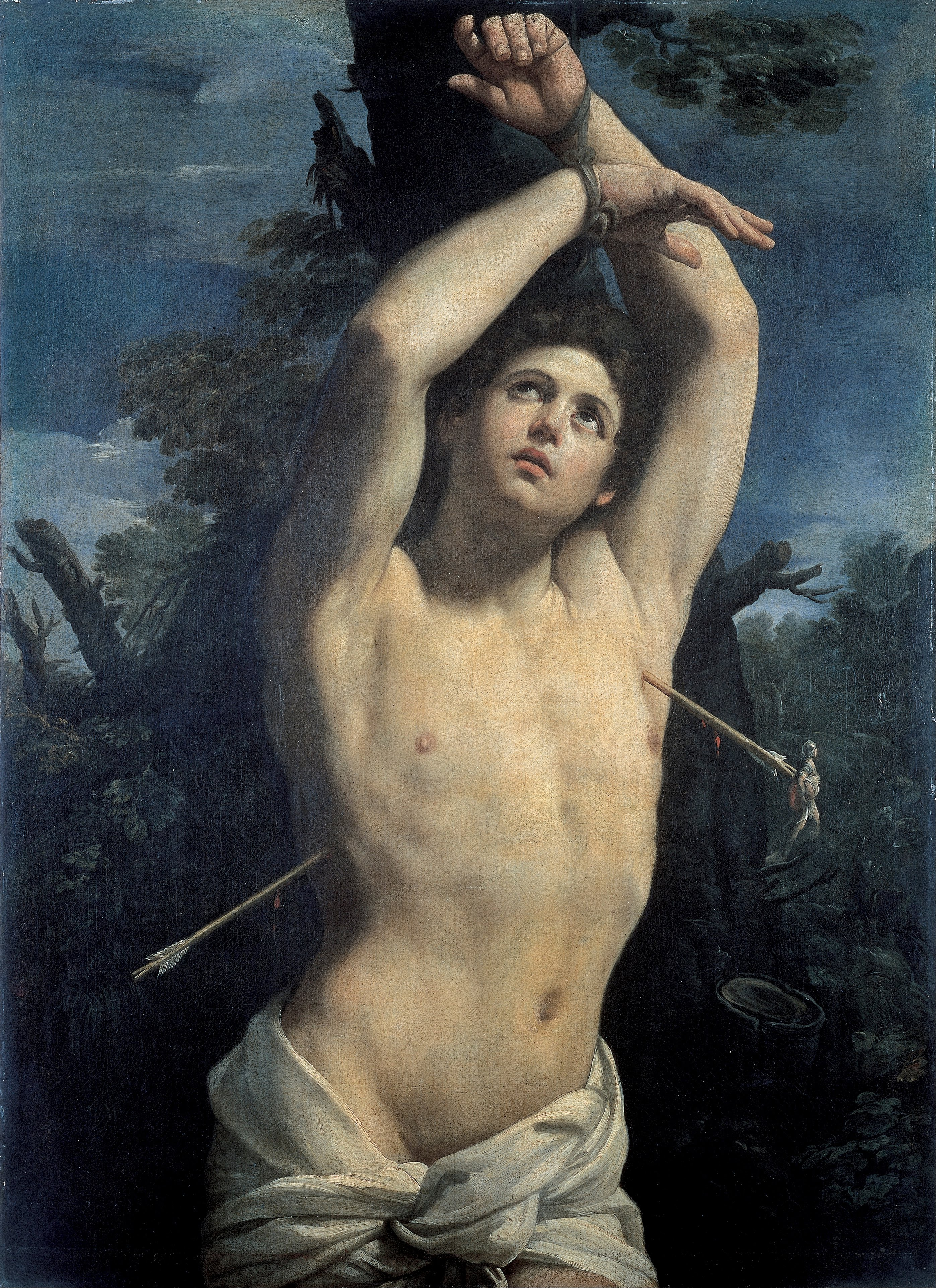
«Святой Себастьян» Гвидо Рени, чей образ Кими впервые использует для самоудовлетворения

Действие романа охватывает период с 1925 по 1947 год. Повествование ведётся от первого лица и представляет собой жизнеописание самого автора, его внутренних переживаний и терзаний. Главный герой Кими (это имя упоминается в романе лишь однажды и отсылает нас к настоящему имени самого Мисимы — Кимитакэ) ещё в раннем детстве обнаруживает у себя гомосексуальные и садомазохистские наклонности. Мальчик, не способный в силу возраста и общественных устоев разобраться в себе, страдает из-за своей непохожести на других мальчиков своего возраста. Герой всячески старается казаться «нормальным», для чего изобретает себе некую маску «нормальности». Однако природа берёт своё: в пятнадцатилетнем возрасте мальчик влюбляется в своего одноклассника, второгодника Оми, который вызывает у героя настоящее эротическое желание, однако это чувство не получает никакого продолжения. Герой пытается бороться со своей тёмной стороной, он даже пытается «влюбиться» в старшую сестру своего товарища, однако каждую ночь «предаётся дурной привычке», представляя в своих фантазиях прекрасных юношей, которых он пытает самыми изощрёнными способами.
Переломным моментом можно считать встречу главного героя с младшей сестрой его школьного друга Кусано Соноко. Девушка пробуждает в душе героя новые, доселе неизвестные ему чувства, которые он принимает за любовь. В своем желании «быть нормальным» герой продолжает общение с Соноко, между ними возникают романтические отношения. Однако, когда речь заходит о свадьбе, главный герой не на шутку пугается, так как осознаёт, что любит Соноко душой, но никак не телом. Он отказывается от свадьбы и продолжает учёбу в университете. В этот период он окончательно убеждается, что не способен иметь никаких сексуальных отношений с женщинами.
После войны главный герой случайно встречает на улице Соноко, которая к тому времени уже вышла замуж и счастлива в браке. Протагонист ощущает стойкую потребность быть рядом с девушкой, говорить с ней, смотреть на неё. Герои начинают встречаться украдкой раз в месяц по нескольку часов, они разговаривают, гуляют… В один прекрасный день Соноко просит прекратить эти встречи, так как «если они не остановятся сейчас, то им будет плохо». В финальной сцене романа на танцплощадке, где оказались автор и Соноко, мы видим, что в душе героя ничего не изменилось, несмотря на присутствие рядом прекрасной молодой женщины, он по-прежнему засматривается на полуголых танцоров-мужчин.

## Автобиографичность романа
Несмотря на большое сходство автора с главным героем романа, ко всем «откровенностям» в книге стоит относиться с большой осторожностью. Безусловно и тема гомосексуальности и непростые отношения с женщинами близки самому Мисиме, однако название романа «Исповедь маски» намекает, что исповедуется не сам автор, а некая личина. Вероятно, что в конце романа эта маска не снята, она осталась.